# Cunetio
Cunetio fu una città romana in Inghilterra difesa da mura in una valle del fiume Kennet. Il sito archeologico si trova a breve distanza da Mildenhall,  villaggio nella omonima parrocchia civile della contea del Wiltshire nel Sud Ovest dell'Inghilterra, Regno Unito.

## Storia
Cumetio fu un insediamento romano della Britannia costruito attorno al II secolo e attivo sino al V secolo. Venne individuato da fotografie aeree entro la metà del XX secolo e in seguito fu oggetto di ricerche archeologiche che hanno permesso di definire con maggior precisione la struttura dell'insediamento difeso da grandi mura e di recuperare utensili di uso comune, oggetti personali e un gran numero di monete romane.

## Descrizione

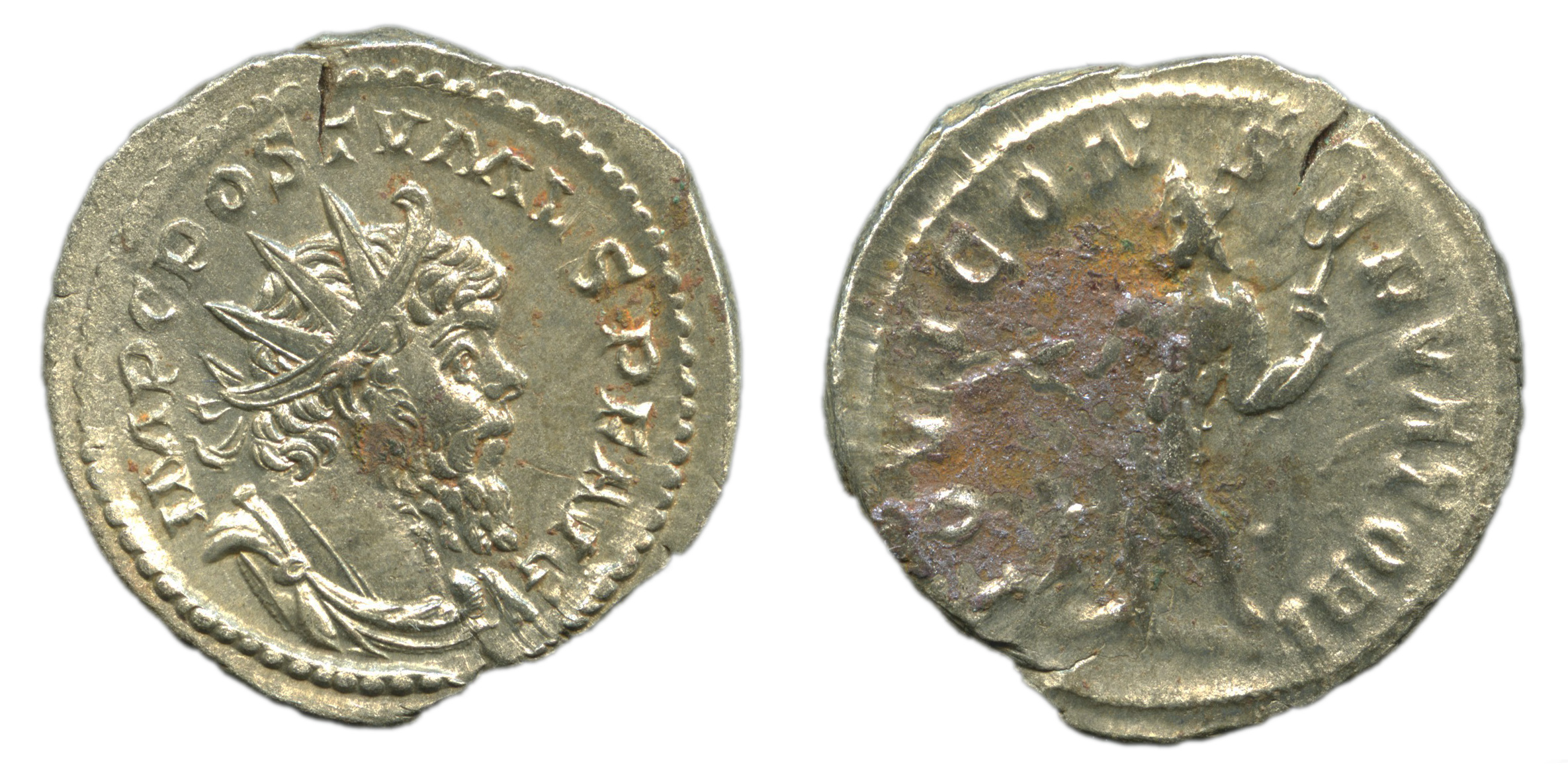
Moneta romana trovata a Cumetio

Il sito si trova nella parrocchia civile di Mildenhall nella valle del Kennet, immediatamente a est di Marlborough e a sud del fiume. La città occupava una posizione strategica per i commerci del periodo, ed era situata su una strada romana che collegava Durocornovium a Venta Belgarum. L'insediamento era fortemente difeso. Le ricerche hanno portato alla scoperta di un importante tesoro di monete.